# Архитектура Ирландии
Архитектура Ирландии достаточно разнообразна: древние захоронения, крепости, церкви, монастыри, городские постройки средневековья и сооружения нового времени.

## Древнее время
Основные сохранившиеся памятники эпохи палеолита — могилы и монументы, которыми ранее отмечались места захоронений. Одни из самых известных на территории Ирландии — дольмены, массивные трёхосновные сооружения, были воздвигнуты 4-5 тыс. лет назад. Ещё одна особая форма захоронения — могилы-галереи, например, Ньюгрейндж. Они представляют собой большие земляные насыпи, с прорытыми внутри узкими подземными тоннелями и выложенные камнем. В потолке залов обычно имеются отверстия, через которое в дни летнего солнцестояния и весеннего равноденствия в помещения проникает свет. Таким образом, гробницы служили и своеобразным астрономическим календарём.
Со времён неолита в качестве жилья на Британских островах, и в Ирландии в том числе, в качестве жилья используются т.н. «дома-ульи» — круглые в плане хижины с открытым очагом в центре, в том числе и купольной формы. Окон у подобных жилищ не было, а дверной проём был низкий, аркообразный. Строительный материал мог варьироваться в зависимости от местности. Самым древним является камень, применялась в том числе и техника сухой кладки. Также существовали и каркасные и глинобитные дома. Особенно много неолитических жилищ было найдено на севере Ирландии. Стоит отметить, что традиции строительства круглых жилищ ещё долго сохранялись в Ирландии: описываемые некоторыми путешественниками XIX века дома на острове Акилл были с очень покатыми стенами, не имели окон и строились из камня методом сухой кладки. Следы круглых жилищ прослеживались и в хозяйственных постройках: в том же XIX веке крестьяне таким образом строили курятники, свинарники, часто круглую форму имели деревенские бани, строившиеся сообща, усилиями четырёх-пяти семей. До нашего времени дошли древние стены, построенные методом сухой кладки.
Были известны древним ирландцам и прямоугольные дома, как например, каркасный дом размером 9,5х4,5 м, обнаруженный в графстве Лимерик. Впоследствии прямоугольные дома станут преобладающими на острове.
Самые первые ирландские крепости датируются бронзовым веком и представляют собой круглые форты на земляно-каменном валу с частоколом и рвом вокруг. Одна из таких была реконструирована в графстве Корк близ Клонакилти. Некоторые укрепления уже в то время возводились целиком из камня, например, Грианан Айлеха, а также форты в Инишморе на островах Аран. Также, названия, которые ирландцы давали крепостям, — dun, rath, caisel/cashel и cahel — можно и сегодня встретить в именах многих населённых пунктов.

## Раннехристианская эпоха
В V веке в Ирландию пришло христианство, и по всему острову началось строительство церквей. Первоначально, они были довольно простыми — крытые деревом или цельнокаменные. С появлением монастырей и ростом их влияния увеличивались и размеры сооружений (например, монастырь в долине Глендалох или соборы Клонмакнойс). Также, одним из архитектурных символов того времени стали круглые башни с коническими крышами. Во время набегов викингов в конце IX — начале X веков они строились повсеместно по всей стране, и являлись, одновременно как убежищами, так и наблюдательными постами. В 1169 году вместе с норманнами в Ирландию пришёл готический стиль: высокие сводчатые окна и V-образные арки. Яркие примеры — Церковь Крайст-черч в Дублине и собор Святого Каниса в графстве Килкенни.

## Средневековье иРаннее Новое время
Основным строительным материалом, судя по археологическим и литературным источникам, было дерево: преобладали каркасные дома, в стенах которых промежуток между столбами заполнялся плетнём. К XVI веку, ввиду того, что множество лесов было сведено, произошёл переход к глине и торфу. Кирпичные строения в Ирландии стали появляться только в XVIII веке.

## Георгианский стиль
За время правления четырёх Георгов (1714—1837) Дублин значительно изменил свой архитектурный облик. Центр города стал застраиваться в соответствующем георгианском стиле изящными домами с террасами из красного кирпича, с небольшими окнами и резными дверными проёмами. Однако в середине XX века множество построек того времени довольно сильно пострадали. Некоторые образцы сохранились в районе площади Мэррион. За годы английского господства в Ирландии было построено множество классических усадеб в палладианском стиле, например Каслтаун (1722) около Селбриджа и Рассборо Хаус (1741) близ Блессингтона. Немецкий архитектор Ричард Кассельс, приехавший в Ирландию в 1728 году, стал автором многих знаковых для ирландской архитектуры построек: Ленстер-хауса в Дублине и Пауэрсорта в графстве Уиклоу.

## Традиционное жилище в Ирландии XVIII-XIX веков
Подавляющее большинство домов было прямоугольными, но встречались и овальные и с закругленными углами прямоугольные жилища. Иногда встречались дома, у которых один конец был с закруглёнными, а другой — с прямоугольными углами.
Вплоть до начала XIX века в Ирландии, преимущественно на западе острова, встречались самые древние варианты жилища. Эти дома были однокамерными, под одной крышей жили и хозяева, и скот, располагавшийся в стойлах. В этнографии для обозначения подобных домов используется термин «длинный дом». Выход на улицу был с фронтонной стороны, у неё внутри располагалась жилая комната — кухня, в другой стороне находились стойла для скота. В центре между хозяйственной и жилой частями располагался открытый очаг. В середине двух продольных стен находились две двери одна против другой. Пол в жилой части был выше, а также был лучше утрамбован. Именно эти дома были овальными или с закруглёнными углами.
Впоследствии путём разделения громоздкой деревянной мебелью (вроде кроватей-шкафов (англ. box-bed, cupboard-bed, ирл. cailleach) или буфетов) или перегородками (в виде деревянной рамы с натянутым на нее холстом или плетня) стали появляться многокамерные дома. Но даже после перестроек бывших стойл под жилые дома в XVIII-XIX века, капитальная перегородка между частями дома отсутствовала. Например, типичное жилище в Коннахте и Ольстере XVIII века было каменным, 12—15 м в длину и 5—6 м в ширину, кухня и спальня разделялась камином, в качестве перегородки служил шкаф.
В целом, в Ирландии XVIII-XIX было характерно два вида традиционного жилища, отличавшегося расположением очага. Дом с очагом посередине является более древним по происхождению: две двери располагались в середине продольных стен и вели на кухню, очаг располагался справа, у низкой перегородки, отделявшей спальню, по другую сторону располагалась ещё одна комната, чаще всего служившая дополнительной спальней, но ещё сохраняющей черты стойла в старых домах. Перегородка была невысокая, не доходящая до крыши. Более поздним по происхождению является дом с прифронтовым камином. Часто, как и в Бретани и Уэльсе, строился декоративный ложный дымоход. Планировка, в отличие от дома с очагом посередине, развитие внутренней планировки в доме шло другим путем: вторая комната, служившая гостиной, отделялась не перегородкой (в отличие от дома с центральным очагом, капитальной каменной), а пристраивалась за камином у фронтонной стены, с другой стороны пристраивалась спальня. По сути, планировка мало чем отличалась от таковой у домов предыдущего типа.
Интересно, что длинная и прямоугольная форма дома, а также поперечное сечение планировки санкционировалась обычаями: ещё в XIX веке считалось, чтобы семья жила счастливо, дом должен быть в ширину не больше одной комнаты. «В широком доме семья станет меньше», гласила поговорка, распространённая в Донеголе.
Для Ирландии, а также Шотландии и северной Англии была характерна конструкция крыши под названием англ. cruck. Она представляла собой несколько пар изогнутых естественных образом столбов, расположенных возле стен. Чаще всего столбы делали путём расщепления одного на две половины, для того, чтобы сгиб у пары столбов был одинаковый. Нижние концы изначально обжигались и закапывались в землю, впоследствии их стали укреплять на каменном основании. Поверх cruck'ов параллельно коньку крыши располагали брусья, связывавшие их, и на которых накладывалась кровля. Чаще всего крыши были соломенными. На востоке Ирландии соломенные крыши сооружались следующим образом: на обрешетину крыши плотным вертикальным слоем накладывались ветви, покрывавшиеся толстыми кусками дёрна так, что один его слой заходил за другой; затем под край слоя дёрна подсовывали солому, связанную в пучки. Сверху солома укреплялась прутьями, а у конька и карниза крыши — глиной. Гораздо более распространённым в Ирландии был другой способ: солома в натруску накладывалась поверх тонкого слоя дёрна и ровнялась граблями. Построенная таким образом соломенная крыша укрепляласб перекрещенными канатами, приколачивавшимися к дёрну деревянными гвоздями, к концам канатов привязывали канаты. Крыши были покатые, слегка закруглённые у конька.

## Современная архитектура
Современные архитектурные тенденции довольно долго не проникали в Ирландию. Первое здание в стиле модерн, центральный автовокзал Дублина, было построено здесь лишь в 1950 году по проекту Майкла Скотта. Его работы вдохновили многих ирландских архитекторов и в 1967 году библиотека Беркли в столичном Тринити-колледже (автор — Пол Коралик) была провозглашена лучшим образцом современной ирландской архитектуры.
С начала 1980-х годов архитектурному наследию в виде исторических зданий, памятников, замков и храмов стало уделяться достаточно большое внимание со стороны властей и общества. Так, в Дублине был восстановлен ранее заброшенный старинный район Темпл-Бар. Кроме того, строительный бум привел к появлению в столице и её окрестностях большого числа современных эклектичных построек (например, Financial Services Centre и Custom House Square).